# Kooskia
Kooskia is een plaats (city) in de Amerikaanse staat Idaho, en valt bestuurlijk gezien onder Idaho County.

## Demografie
Bij de volkstelling in 2000 werd het aantal inwoners vastgesteld op 675.
In 2006 is het aantal inwoners door het United States Census Bureau geschat op 670, een daling van 5 (-0.7%).

## Geografie
Volgens het United States Census Bureau beslaat de plaats een oppervlakte van
1,8 km², waarvan 1,7 km² land en 0,1 km² water. Kooskia ligt op ongeveer 394 m boven zeeniveau.

## Plaatsen in de nabije omgeving
De onderstaande figuur toont nabijgelegen plaatsen in een straal van 32 km rond Kooskia.